# Govurma
Govurma ou "ku'urma", no Turquemenistão, “sabsa govurma”, no Azerbaijão, ou ainda “kavurdaku”, no Cazaquistão, é um guisado de carne de carneiro típico da Ásia Central e muitas vezes servido com plov, ou usado com base para este prato de arroz. 
Numa receita (ocidental), a carne é cortada em pequenos pedaços, temperada com sal e pimenta, e frita em ghee (no Turquemenistão, seria frita na própria gordura do animal); separadamente, salteia-se cebola e junta-se à carne, com açafrão demolhado em água morna e sumo de limão; acrescenta-se água (ou caldo) e deixa-se cozer em fogo brando. Depois de cozinhar cerca de meia hora, junta-se espinafre, endro, coentro e cebolinho finamente picados e deixa-se cozer até a carne estar macia; junta-se mais um pouco de ghee, tira-se do lume e deixa-se repousar tapado durante alguns minutos. Serve-se com iogurte misturado com alho moído. 